# 尚布鲁泰
尚布鲁泰（法語：Chambroutet，法語發音：[ʃɑ̃bʁutɛ]）是法国德塞夫勒省的一个旧市镇。1973年1月1日，尚布鲁泰与邻近的8个市镇以关联合并的形式并入布雷敘爾，尚布鲁泰成为了布雷叙尔的关联市镇。2013年3月28日，尚布鲁泰与其他关联市镇转变为委派市镇。

## 地理
尚布鲁泰（46°53'41"N, 0°27'36"W）位于法国新阿基坦大区德塞夫勒省，该省份为法国西部内陆省份，北起曼恩-卢瓦尔省，西接旺代省，南至夏朗德省和滨海夏朗德省，东临维埃纳省。
尚布鲁泰的时区为UTC+01:00、UTC+02:00（夏令时）。

## 行政
尚布鲁泰的邮政编码为79300，INSEE市镇编码为79065。

## 人口
尚布鲁泰于2018年1月1日时的人口数量为511人。